# DIOXIN Conference
Die DIOXIN Conference ist eine seit 1980 jährlich stattfindende wissenschaftliche Tagung, die wechselweise in verschiedenen Erdteilen abgehalten wird. Analytikexperten, Toxikologen und Umweltchemiker aus der ganzen Welt treffen sich dabei zu einem einwöchigen internationalen Symposium, um die neuesten Erkenntnisse und Forschungsergebnisse über halogenierte organische Schadstoffe vorzustellen und zu diskutieren. Sie trägt aktuell den Beinamen International Symposium on Halogenated Persistent Organic Pollutants (POPs).

## Geschichte
Die Tagung wurde von Otto Hutzinger und Kollegen im Jahr 1980 als Reaktion auf eine Reihe von umweltrelevanten Vorfällen wie dem Sevesounglück begründet. Die bis heute jährlich (Ausnahme 1983) abgehaltene DIOXIN Conference hat ihren Schwerpunkt auf Organohalogen-Verbindungen und insbesondere Polychlorierten Dibenzo-p-dioxinen und Dibenzofuranen (PCDD/PCDF). Eine steigende Bedeutung nimmt bei der Tagung die Fluorchemie ein.
Das International Advisory Board (IAB) der Konferenz wird geleitet von Heidelore Fiedler und Michael S. Denison. Parallel stattfindende Veranstaltungen waren bzw. sind FLUOROS und das International PCB Symposium. Die Tagungsbeiträge werden in der Reihe Organohalogen Compounds veröffentlicht.

## Konferenzorte
Die bisherigen Konferenzen fanden statt oder sind geplant:
1. 1980 in Rom (Italien)
2. 1981 in Washington, D.C. (USA)
3. 1982 in Salzburg (Österreich)
4. 1984 in Ottawa (Kanada)
5. 1985 in Bayreuth (Deutschland)
6. 1986 in Fukuoka (Japan)
7. 1987 in Las Vegas (USA)
8. 1988 in Umeå (Schweden)
9. 1989 in Toronto (Kanada)
10. 1990 in Bayreuth (Deutschland)
11. 1991 in Research Triangle Park (USA)
12. 1992 in Tampere (Finnland)
13. 1993 in Wien (Österreich)
14. 1994 in Kioto (Japan)
15. 1995 in Edmonton (Kanada)
16. 1996 in Amsterdam (Niederlande)
17. 1997 in Indianapolis (USA)
18. 1998 in Stockholm (Schweden)
19. 1999 in Venedig (Italien)
20. 2000 in Monterey (USA)
21. 2001 in Gyeongju (Korea)
22. 2002 in Barcelona (Spanien)
23. 2003 in Boston (USA)
24. 2004 in Berlin (Deutschland)
25. 2005 in Toronto (Kanada)
26. 2006 in Oslo (Norwegen)
27. 2007 in Tokio (Japan)
28. 2008 in Birmingham (UK)
29. 2009 in Peking (China)
30. 2010 in San Antonio (USA)
31. 2011 in Brüssel (Belgien)
32. 2012 in Cairns (Australien)
33. 2013 in Daegu (Südkorea)
34. 2014 in Madrid (Spanien)
35. 2015 in São Paulo (Brasilien)
36. 2016 in Florenz (Italien)
37. 2017 in Vancouver (Kanada)
38. 2018 in Krakau (Polen)
39. 2019 in Kyoto (Japan)
40. 2020 in Nantes (Frankreich)
41. 2021 in Xi’an (China)
42. 2022 in New Orleans (USA)
43. 2023 in Maastricht (Niederlande)
44. 2024 in Singapur
45. 2025 in Antalya
46. 2026 in Riva del Garda